# Лишній поріг
47°59′36″ пн. ш. 35°07′15″ сх. д. / 47.9932869° пн. ш. 35.1209513° сх. д.
Ли́шній порі́г — восьмий із дніпрових порогів, знаходився на відстані 16 верст від Будильського, навпроти великого острова Кухарів (або Кухарський). Довжина — 84 сажні. Поріг був досить глибоким і мало засміченим, тому великих перешкод для судноплавства не створював. Фарватер річки вище порога — 10, нижче порога — 6 футів.
Нині поріг затоплений водами Дніпровського водосховища.